# Chrysoprasis pacifica
Chrysoprasis pacifica là một loài bọ cánh cứng trong họ Cerambycidae. được mô tả bởi Napp và Martins vào năm 1995.